# Staverton, Devon
Staverton är en by och en civil parish i South Hams i Devon i England. Orten har 805 invånare (2011). Byn nämndes i Domedagsboken (Domesday Book) år 1086, och kallades då Sovretone/Stovretona.